# 魯斯氏魮
魯斯氏魮（学名：Barbus roussellei）為輻鰭魚綱鯉形目鯉科的其中一個種。該物種於1961年由Werner Ladiges和Johannes Voelker描述，分布於非洲安哥拉，體長可達9公分。

## 扩展阅读
維基物種上的相關：魯斯氏魮